# Dampsmesnil
Dampsmesnil település Franciaországban, Eure megyében. Lakosainak száma 198 fő (2018. január 1.). Dampsmesnil Berthenonville, Bus-Saint-Rémy, Vexin-sur-Epte, Bray-et-Lû és Montreuil-sur-Epte községekkel határos.

## Népesség
A település népességének változása:
| Lakosok száma | 130  | 121  | 163  | 201  | 201  | 205  | 200  | 201  | 200  | 198  |
|               | 1962 | 1968 | 1982 | 1990 | 1999 | 2008 | 2011 | 2013 | 2017 | 2018 |